# Sound of Stockholm
Sound of Stockholm är en årlig svensk musikfestival för samtida konstmusik. Bakom festivalen ligger en sammanslutning av Stockholms fria musikliv. Kompositören Henrik Strindberg fick idén och initierade festivalen tillsammans med kollegan Peter Lindroth med anledning av Samtida Musiks 50-årsjubileum. Festivalen arrangeras av flera stora svenska konstmusikaktörer såsom Samtida Musik, Kroumata, Fylkingen, Audiorama, FRIM, BAS, KFUMs Kammarkör, SEKT och Stockholms Saxofonkvartett. Festivalen arrangerades första gången 2010 och pågick då under fem dagar. Det året besökte 1400 personer (stort antal för en klassisk musikfest) festivalens 21 evenemang. Flera av Sveriges mest framstående musiker och ensembler spelade bl.a. Sonanza och Stockholms Saxofonkvartett.
Sedan år 2011 hålls festivalen på Kulturhuset och Audiorama i november.

## Hemsida
Officiell webbplats